# Gaseum

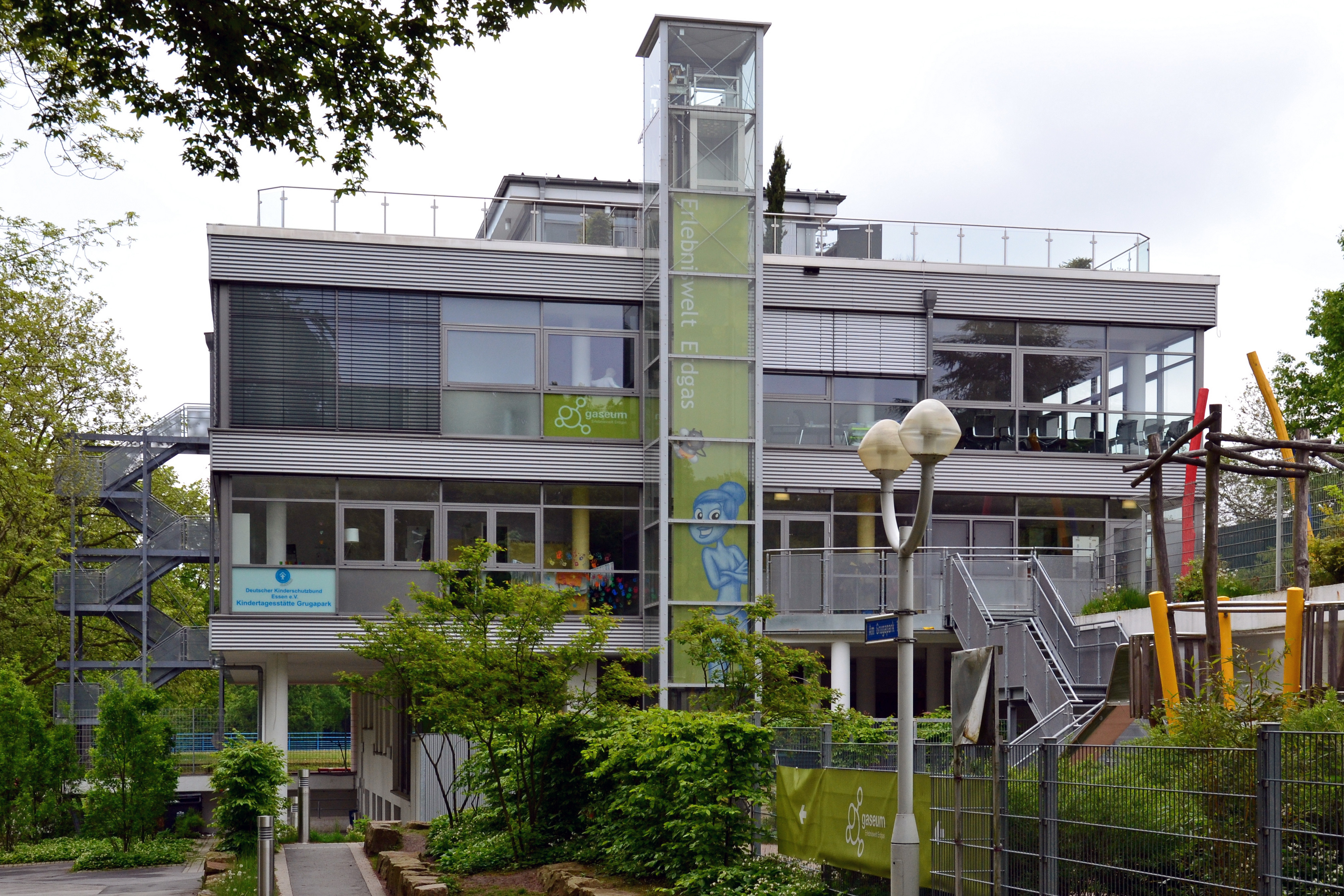
Gaseum im ehemaligen Restaurant des Grugabades

Das Gaseum war eine öffentliche Ausstellung von E.ON Ruhrgas im Essener Grugapark zum Thema Erdgas – 200 Jahre Gasgeschichte.

## Geschichte
Zunächst befand sich die Ausstellung im Keller der ehemaligen E.ON-Hauptverwaltung (heute Ruhrturm genannt) in Huttrop, wo sie auch der Öffentlichkeit zugänglich war.
Von 8. Juni 2010 bis 20. Mai 2013 war die Ausstellung im Gebäude des ehemaligen Grugabad-Restaurants beheimatet, das vom Grugapark aus zugänglich war. In diesen drei Jahren zählte das Gaseum rund 30.000 Besucher. Bis auf das Eintrittsgeld in den Grugapark war die Ausstellung kostenfrei.

### Ehemalige Ausstellung in der Gruga
In der zweiten Etage des einstigen Restaurantgebäudes, auf rund 500 Quadratmetern Fläche, waren neun Themenbereiche – von der Entstehung des Erdgases und der frühen Nutzung für Licht und Wärme über Förderung, Transport, Speicherung, Verdichtung und Verteilung bis zur Nutzung heutzutage und in der Zukunft sowie ein Gaslab für Experimente zum Thema „Energie durch Erdgas“ eingerichtet. Dabei wurden mehrere hundert nostalgische Ausstellungsstücke, beispielsweise ein Badeofen von 1908, Opferanoden, Auer-Strümpfe für Gaslampen und Gasbügeleisen ebenso in Szene gesetzt wie große Modelle moderner Erdgasspeicher und Förderplattformen. Interaktive Medien und das Labor regten zum aktiven Mitmachen und Experimentieren an. Der geschichtliche Bogen reichte von der Urzeit bis in die Zukunft.

## Einstige Planungen zur Wiedereröffnung der Ausstellung
Es gab Planungen, die Ausstellung im Ruhr Museum auf Zeche Zollverein zu eröffnen, was nicht verwirklicht wurde.